# Monique Joly
Pour les articles homonymes, voir Joly.
Monique Joly est une comédienne canadienne née le 11 janvier 1933 à Jonquière et morte le 8 juillet 2015  à Montréal.  Elle était l'épouse du comédien Benoît Girard.    

## Biographie
Monique Joly étudie à la Faculté des Lettres de l'Université Laval. Elle fait, à cette époque, partie de la « Troupe des Treize ».  Elle fait ses débuts à la radio de Radio-Canada à l'émission « 'Trois de Québec ».  Elle vient s'installer à Montréal où elle s'inscrit à l'École d'Art Dramatique du T.N.M.  Sa première pièce professionnelle : Dom Juan de Molière.  À la télévision, elle incarne Nichouette dans Cap-aux-sorciers, rôle pour lequel elle obtient le prix de « meilleure comédienne ».  Madeleine, dans La Côte de sable.  Suzanne, dans De 9 à 5, elle est la Chatonne dans Grujot et Délicat.  Elle joue également dans le téléroman Les Berger où elle incarne le rôle de Monique Dubreuil. Du côté téléthéâtre, elle fait Le chant du berceau, Le dialogue des Carmélites, L'orme de mes yeux, elle tient le rôle de Poppy Davis dans Baby Hamilton au Théâtre Alcan.  Au théâtre, elle fait Isabelle et le Pélican, Pour cinq sous d'amour, Les Sorcières, et un rôle dans La guerre.  Yes Sir!.  Au cinéma, on la retrouve dans À tout prendre, La Vie heureuse de Léopold Z, L'immigré, Les Années de rêves...   
Monique Joly meurt le 8 juillet 2015 à l'hôpital Notre-Dame de Montréal des suites d'un cancer du pancréas.

## Filmographie

### Cinéma
- 1958 : Les Mains nettes de Claude Jutra
- 1959 : L’immigré de Bernard Devlin
- 1963 : À tout prendre de Claude Jutra
- 1965 : La Vie heureuse de Léopold Z de Gilles Carle
- 1965 : Instant French de David Bairstow
- 1983 : Plein les petits culs de Alain Payet
- 1984 : Les Années de rêves de Jean-Claude Labrecque

### Télévision
- 1955 - 1958 : Cap-aux-sorciers - Anne Vigneau
- 1960 - 1962 : La Côte de sable - Madeleine Charlebois
- 1963 - 1966 : De 9 à 5 - Suzanne
- 1966 - 1967 : Minute, papillon! - rôle inconnu
- 1968 : Provinces (émission L'adieu aux îles), réalisation de Jean-Paul Fugère
- 1968 - 1975 : Grujot et Délicat - Chatonne
- 1970 : En pièces détachées (téléthéâtre) (téléthéâtre basé sur la pièce de Michel Tremblay) - Carmen
- 1970 - 1978 : Les Berger - Monique Dubreuil
- 1978 - 1982 : Le Clan Beaulieu - Monique Dubreuil
- 1978 - 1984 : Terre humaine - Suzanne Riopel
- 1980 - 1982 : Boogie-woogie 47 - Madame Labbé

## Source
- TV Hebdo, Encyclopédie artistique : 20 ans d'images à Radio-Canada, Éditeur: Berthold Brisebois et fabriquée par Les Publications Éclair Limitée, Ville d'Anjou, 1973, 324 pages, page 175.